# تعلم بصري
التعلم البصري هو نمط تعليم وتدريس يربط الأفكار والمفاهيم والبيانات والمعلومات الأخرى بالصور والتقنيات. هذا النمط واحد من ثلاثة أنواع أساسية من أنماط التعليم في نموذج «فلمنج VAK/VARK» واسع الاستخدام  والذي يتضمن أيضاً التعلم الحركي والتعلم السمعي.

## تقنيات التعليم المرئي
المخططات الرسومية هي تمثيلات بصرية للمعرفة والمفاهيم والأفكار أو الآراء. ولإظهار العلاقات ما بين الأجزاء، يتم ربط الرموز ببعضها البعض، ويمكن استخدام الكلمات لتوضيح المعنى بشكل أكبر. ومن خلال تمثيل المعلومات مكانياً ومع الصور، يصبح الطلاب قادرون على التركيز على المعنى، والتعرف وتجميع الأفكار المتشابهة بسهولة، مما يمكنهم من الاستفادة من ذاكرتهم البصرية بشكل أفضل.
وقد توصلت دراسة مرجعية إلى أن استخدام المخططات الرسومية يُحسن من أداء الطالب في المجالات التالية:
حفظ المعلومات
الطلاب يتذكرون المعلومات بشكل أفضل ويستطيعون استرجاعها والوصول إليها بسهولة عندما يتم تمثيلها وتعليمها لهم بصرياً ولفظياً.
استيعاب القراءة
يساعد استخدام المخططات الرسومية على تحسين استيعاب الطلبة للقراءة.
تحصيل الطالب
يتحسن تحصيل الطلاب الذين يعانون من صعوبات في التعلم والذين لا يعانون أيضا من ذلك في التحصيل العلمي ومستوى الدرجات.
مهارات التفكير والتعلم، التفكير النقدي
عندما يتطور الطلاب ويستخدمون المخطط الرسومي، فإن مهارات التفكير العالي والنقدي لديهم تتطور.
تصور البيانات - عند العمل مع البيانات، يبني الطلاب بيانات الإلمام بالقراءة والكتابة حيث أنهم يجمعوا ويستكشفوا المعلومات في عملية التحقق (الاستفسار) الفعالة، وذلك باستخدام الجداول والمخططات للتحقق من البيانات ومعالجتها وتحليلها بصريا. وحين يستكشف الطلاب الطريقة التي تتمثل فيها البيانات وتتغير خلال تمثيلها برسوم بيانية مختلفة، مثل أشكال فين، أو التراكم أو الرسم البياني الدائري أو المحور، فإنهم يبدأون بطرح الأسئلة واستكشاف المعنى من هذا التمثيل المرئي.

## نقص الأدلة
على الرغم من أن أساليب التعليم لديها «شعبية رائجة»، وتعد طريقة مفضلة لكلاً من الأطفال والبالغين، إلا أنه لا يوجد دليل على أن تحديد نمط التعليم للطالب تنتج عنه نتائج أفضل، ويوجد دليل هام على أن «نظرية الربط أو الاندماج» الموصوفة على نطاق واسع (أن التحصيل العلمي للطالب سيكون أفضل إذا ما تم تعليمه بطريقة تعد الأنسب لأسلوب تعلم الطالب) تعد نظرية خاطئة. فالعديد من الدراسات المصممة جيداً «تتعارض بشكل قاطع مع تلك النظرية الشائعة». وبدلاً من استهداف التعليمات لنمط التعليم «الصحيح»، وجد أن الطلاب يستفيدون أكثر من عروض وتمثيلات الطرق المختلطة، وعلى سبيل المثال، استخدام كلا من التقنيات السمعية والبصرية لجميع الطلاب.

## وصلات خارجية
- Articles and resources about the visual learning style for students and instructors
- More tips for visual learners
- Visual learning information